# Хижинский, Леонид Семёнович
Леонид Семёнович Хижинский (3 (15) января 1896, Киев — 27 декабря 1972, Москва) — российский художник, график, гравёр, иллюстратор.

## Биография
Родился в Киеве. В 1918 году окончил архитектурный факультет Киевского художественного училища, занимался в Киевской Академии Художеств в мастерской М. Л. Бойчука.
В 1922–1927 обучался на графическом факультете Академии Художеств в Петрограде-Ленинграде, где учился у В. М. Конашевича (1888—1963) и Д. И. Митрохина (1883—1973).
В 1939 совершил поездки на Кавказ, в Тарханы и Середниково, где сделал с натуры зарисовки, позволившие ему к 100-летию со дня смерти Лермонтова (1941) создать серию ксилографий видов этих мест (16 листов; музей ИРЛИ).
Серия предназначалась для книги В. А. Мануйлова (1903—1987) «Лермонтовские места», тираж которой погиб в 1941 при бомбёжке Печатного двора в Ленинграде. Позже Хижинский повторил её с небольшими изменениями в технике литографии. Художник третьего издания Малой серии Библиотеки поэта.
Умер 27 декабря 1972 года. Похоронен на Переделкинском кладбище.